# Курушин, Александр Александрович
Александр Александрович Курушин (14 марта 1922 — 7 ноября 2006) — советский военный, государственный и политический деятель, генерал-лейтенант.

## Биография
Родился в 1922 году в Вятке. Член ВКП(б) с 1942 года.
С 1941 года — на военной службе, общественной и политической работе. В 1941—1982 гг. — начальник связи отдельного гвардейского минометного дивизиона, заместитель командира батареи, командир батареи, начальник штаба дивизиона в гвардейских минометных частях, старший инженер-испытатель полигона «Капустин Яр», заместитель начальника отдела по испытаниям ракет разработки КБ Янгеля (УССР), начальник 2-го управления, начальник полигона «Байконур» (Казахская ССР), заместитель начальника НИИ-4 МО СССР (Московская область).
Избирался депутатом Верховного Совета Казахской ССР VII и VIII созывов. 